# Кефисодот Старший

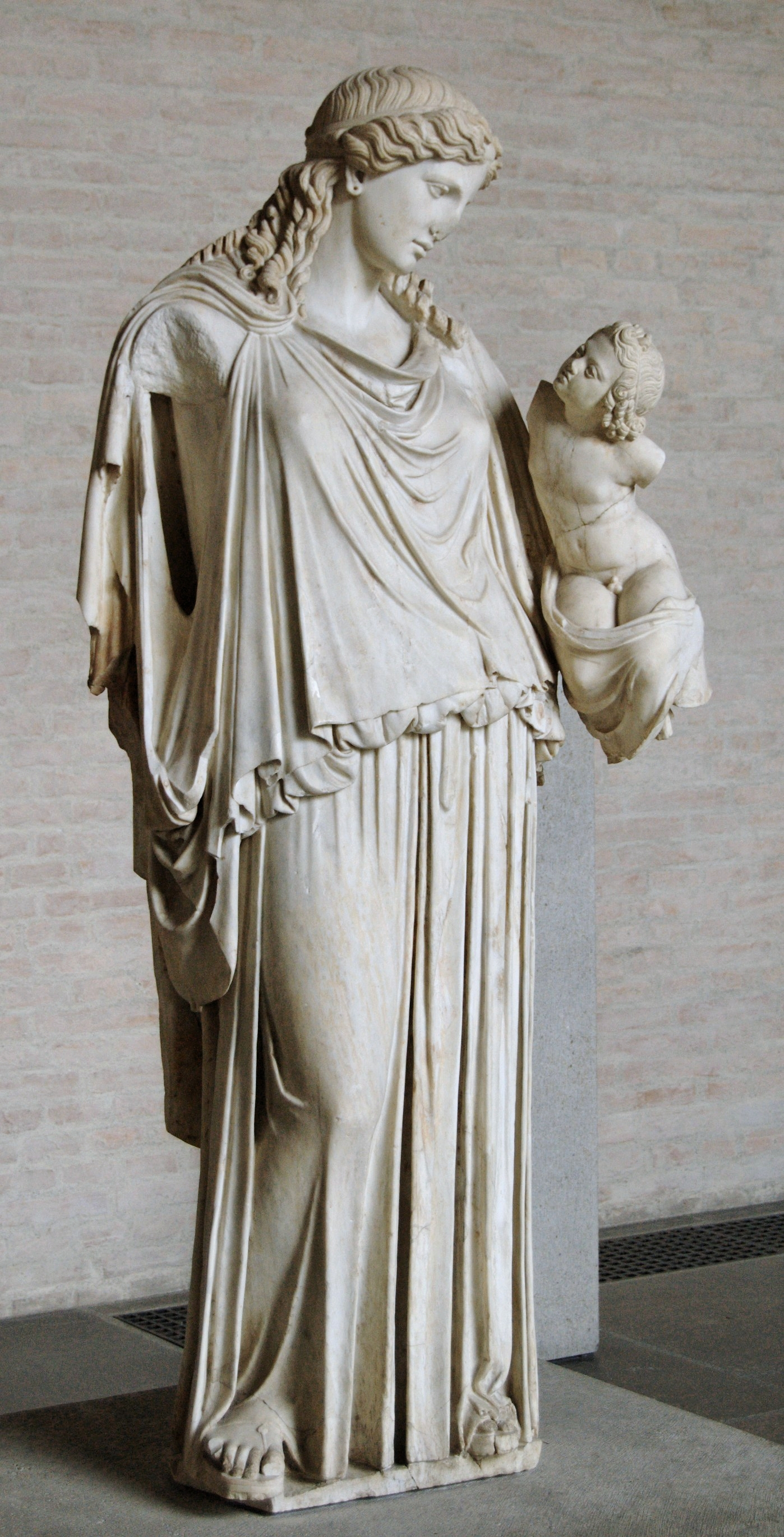
Эйрена с младенцем-Плутосом (римская копия; Мюнхен, Глиптотека)

Кефисодо́т Ста́рший (др.-греч. Κηφισόδοτος) — древнегреческий скульптор, работавший в Афинах в первой половине IV в. до н. э. Вероятно, отец Праксителя (и, таким образом, дед Кефисодота Младшего).
Наиболее известное произведение — медная статуя богини мира Эйрены, держащей на руках младенца, бога изобилия Плутоса. Она была установлена на афинской агоре около 374 года до н. э. по случаю заключения мира со Спартой; упоминается в «Описании Эллады» Павсания (I 8.2; IX 16.2), где объясняется её символическое значение: мир — мать, кормилица изобилия. Сохранилась мраморная римская копия всей статуи, находящаяся сейчас в мюнхенской Глиптотеке, а также копии отдельных частей, находящиеся в различных коллекциях.
Кефисодот изваял и другую статую взрослого с ребёнком — Гермеса с младенцем-Дионисом; сохранились её изображения и фрагмент. Аналогичная скульптура была затем создана Праксителем.
Павсаний упоминает также (VIII 30.5) о мраморных статуях, изготовленных Кефисодотом для храма Зевса в Мегалополе.